# Chrysler VC2-M
Chrysler Serie VC2-M bezeichnet zwei Modelle von Chrysler:
- den 1964er Chrysler 300K
- den 1964er Chrysler 300